# Bataille de Cornul Lui Sas
Guerre des magnats moldaves
La bataille de Cornul Lui Sas a eu lieu le 9 juillet 1612 entre les forces de la principauté de Moldavie (soutenue par l'Empire ottoman et le Khanat de Crimée) et la république des Deux Nations. Il en est résulté une nette victoire des Moldaves, sous le commandement de Ștefan II Tomșa.
L'ancien voïvode de la Moldavie Constantin Movilă qui tentait de reprendre son trône  se noie alors qu'ils traversaient le Dniestr dans sa fuite.